# Wasilij Szamszyn
Wasilij Aleksandrowicz Szamszyn (ros. Васи́лий Алекса́ндрович Шамши́н, ur. 12 września 1926 w Jessentukach, zm. 4 lutego 2009 w Moskwie) – radziecki polityk.

## Życiorys
Od 1944 był technikiem w miejskiej sieci radiotranslacyjnej w Moskwie, 1945-1949 studiował w Moskiewskim Elektrotechnicznym Instytucie Łączności, później był inżynierem, starszym inżynierem i pracownikiem naukowym w instytucjach przemysłu obronnego. Od 1957 kandydat nauk technicznych, od 1960 docent, od 1962 członek KPZR, 1965-1968 zastępca szefa Państwowego Instytutu Naukowo-Badawczego Radia ds. naukowych. Od 1968 zastępca, 1975-1980 I zastępca, a od października 1980 do lipca 1989 minister łączności ZSRR, następnie na emeryturze. Od 1981 zastępca członka, a 1986-1990 członek KC KPZR. Deputowany do Rady Najwyższej ZSRR 10 i 11 kadencji. Laureat Nagrody Leninowskiej. Odznaczony Orderem Lenina, Orderem Znak Honoru, Orderem José Martí i Orderem Suche Batora.

## Kontrowersje
Autorzy filmu dokumentalnego "Rosyjski dzięcioł" sugerują, że Szamszyn miał zarówno motyw, jak i środki by doprowadzić w 1986 r. do katastrofy w Czarnobylu, by zatuszować nieprawidłowe funkcjonowanie kosztownej stacji Duga. 
Pochowany na Cmentarzu Wagańkowskim w Moskwie.